# Zimolez kamčatský
Zimolez kamčatský (Lonicera caerulea var. kamtschatica) je listnatá opadavá dřevina z čeledi zimolezovité. Pro druh je také užíván vědecký název Lonicera kamtschatica. V českých zemích se mu říká kamčatská borůvka, jarní borůvky, zimolez jedlý či zimolez modrý.

## Rozšíření
Pochází ze severních oblastí Dálného východu, Kamčatky a Kurilských ostrovů.

## Popis
Opadavý keř, silně rozvětvený, dorůstající obvykle výšky jednoho až dvou metrů (max. 2,5 m). Listy jsou oválné, délky kolem 3 cm, eliptické nebo mirně vejčité. Květy jsou nenápadné, většinou žlutavé či žlutozelené a objevují se v březnu až dubnu. Již v květnu zrají plody – modré, modrofialové až černé ojíněné podlouhlé bobule. Šťáva silně barví. Koncem léta začíná shazovat listy a ukončuje růst. 

## Pěstování a využití
Zimolez kamčatský patří mezi nenáročné dřeviny. Roste na vlhkých, kyselých až neutrálních půdách, odolává i silným mrazům. Preferuje slunečné polohy, ale snese i polostín. Vhodné jsou živné půdy, ale snese běžné půdy. Vyžaduje dostatek vody, zvlášť v době tvorby plodů; vhodné je přihnojení. Rozmnožování je možné ze semen, se stimulátorem lze použít dřevité řízky i zelené řízky, doporučuje se hřížení. Řez po odplození je vhodný, je snášen dobře.
Původní druhy a většina odrůd mají nahořklou příchuť typickou pro zimolezy. Pěstují jako ovocná dřevina vyšlechtěné kultivary se sladkokyselými až nasládlými plody, kterým šlechtitelé dali obchodní názvy (vesměs nesouvisející s botanickým zařazením) podle podobnosti a chuti plodů. V ČR je populární název kamčatská borůvka, který má jeho šlechtitel (Miroslav Chovanec) zaregistrován jako ochrannou známku.
Kultivary zimolezu kamčatského jsou samosprašné, květy jsou opylovány hmyzem. Doporučuje se v blízkosti vysadit dva různé kultivary.
„Zimolezy plodí na jednoletých výhonech, čím silnější a delší narostou, tím větší sklizeň bude další rok. Při řezu je nutné z této skutečnosti vycházet. Vystřiháváme přebytečné větve, abychom keř prosvětlili, u zbylých větví vystřiháváme husté, slabé a odumřelé boční větvičky. Každý rok takto větve prostříháme a obnovujeme plodonosný obrost. Tento řez provádíme nejlépe po sklizni nebo na podzim po opadu listů. Podzimním řezem docílíme intenzivnějšího růstu nových letorostů na jaře.“

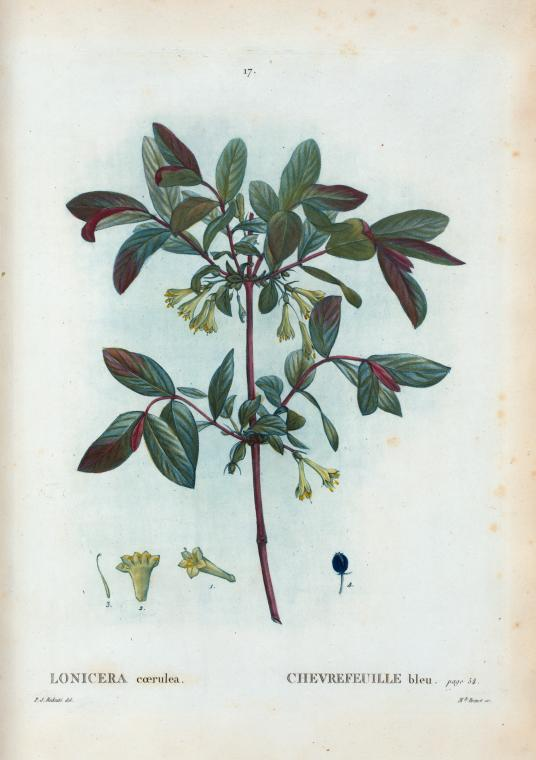
Pierre-Joseph Redouté: zimolez kamčatský
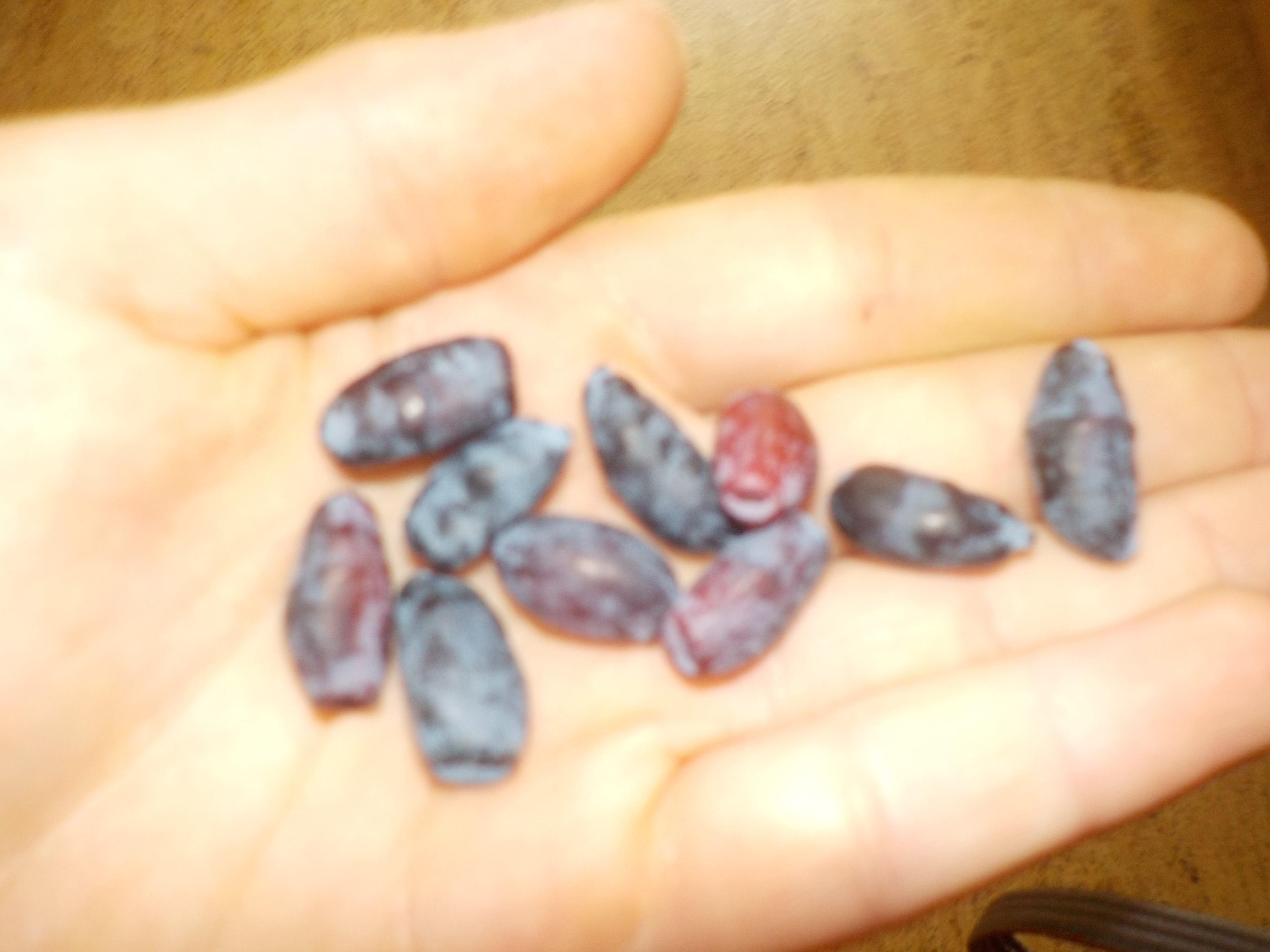
Modrofialové bobule zimolezu kamčatského